# Flying Teapot
Flying Teapot är det tredje studioalbumet av Gong, lanserat på skivbolaget Virgin Records 1973. Albumet var bolagets andra skiva, och det släpptes på samma dag som det första vilket var Mike Oldfields Tubular Bells.
Albumet är det första i albumtrilogin Radio Gnome Invisible och följdes av skivorna Angel's Egg och You. Albumets titelspår är en referens till tesen om Russells tekanna.

## Låtlista
(Kompositör inom parentes)
1. "Radio Gnome Invisible" (Daevid Allen) - 5:32
2. "Flying Teapot" (Allen, Francis Moze) - 12:30
3. "The Pot Head Pixies" (Allen) - 3:00
4. "The Octave Doctors and the Crystal Machine" (Tim Blake) - 2:00
5. "Zero the Hero and the Witch's Spell" (Allen, Blake, Christian Tritsch) - 9:45
6. "Witch's Song / I Am Your Pussy" (Gilli Smyth, Allen) - 5:10